# Tixtla de Guerrero
Tixtla de Guerrero (del náhuatl: textli, tla ‘masa de maíz, locativo’‘ en la masa de maíz’), conocida simplemente como Tixtla, es una ciudad mexicana ubicada en la región Centro del estado de Guerrero, a 17 kilómetros de la capital estatal, Chilpancingo de los Bravo. Es cabecera del municipio homónimo.
Es la undécima ciudad más poblada del estado, contando con una población de 43,171 habitantes de los cuales 24,990  residen en la cabecera municipal "Tixtla" de acuerdo con el último conteo y delimitación oficial realizada en 2020 en conjunto por el Instituto Nacional de Estadística y Geografía, el Consejo Nacional de Población y la Secretaría de Desarrollo Social.
A la ciudad de Tixtla le atraviesa la Carretera Federal 93 que comunica en el estado a la ciudad capital Chilpancingo con Chilapa, Tlapa, Huamuxtitlán y Xochihuehuetlán.
En 1836, Tixtla pasó a formar parte del distrito de Chilapa, siendo unos años después, en 1849, al erigirse el estado de Guerrero, Tixtla se incorporó como municipio y cabecera del distrito y para 1851, pasó a ser la capital del estado cuando se proclamó la primera Constitución Política del Estado Libre y Soberano de Guerrero.
En 1853, la localidad fue azotada por una epidemia, por lo que el gobierno del estado decidió cambiar la capital de manera provisional a la ciudad de Chilpancingo de los Bravo, este decreto se realizó con Francisco Otalora Arce, el entonces Gobernador de Guerrero. Debido a que Tixtla se había convertido en el centro principal de operaciones del movimiento encabezado por el general Vicente Jiménez, que se había sublevado contra el gobierno estatal reconocido oficialmente por el presidente Juárez, el Congreso del Estado de Guerrero decretó como definitivo el cambio de capital a Chilpancingo.

## Toponimia

### Significado
La palabra Tixtla se deriva del vocablo náhuatl  textli y tla, que significa masa de maíz y locativo, que en su conjunto significa "en la masa de maíz", además de que se le adiciono de Guerrero, en honor a Vicente Guerrero.

### Escudo
El escudo de Tixtla está dividido en dos secciones por una línea horizontal en su parte media; en la superior, sobre un fondo amarillo claro, el retrato del busto de perfil izquierdo del general Vicente Guerrero Saldaña, consumador de la Independencia de México, con la frase “Mi patria es primero” en semicírculo inferior al retrato, en un óvalo que contiene este conjunto en marfil.
El escudo fue diseñado por el reconocido artista plástico, muralista: Jaime A Gómez del Payán Medina, quien realizó los murales en la Casona del Gral. Vicente Guerrero Saldaña en pleno centro histórico de Tixtla.

## Historia

### SigloXIX
Los hechos históricos más relevantes en Tixtla toman relevancia a principios del siglo XIX, precisamente en tiempos de iniciación de la guerra de Independencia de México, cuando fue sitio de diferentes batallas entre las tropas insurgentes y realistas. Entre ellas, en 1811, cuando la ciudad cayó en poder del también insurgente José María Morelos luego de vencer al ejército realista, sin embargo, tres años después fue recuperada por esta última. Para 1824, tres años después de haberse consumado la independencia de México, Tixtla pasó a integrarse a la jurisdicción de la Capitanía General del Sur, siendo su cabecera la población de Chilapa. En este mismo año, Tixtla pertenecía al estado de México y dada su importancia, es elevada al rango de ciudad por el entonces gobernador de dicha entidad Melchor Múzquiz. 
El 23 de diciembre de 1837, a través del decreto N.º 4, la población de Tixtla era cabecera del partido de ciudad de Guerrero y formaba parte del distrito de Chilapa. Tiempo posterior al haberse erigido el estado de Guerrero, Tixtla se constituyó como municipio de este y su población como la primera capital del estado, así como cabecera del distrito de Chilapa con base en la Ley Orgánica Provisional del 15 de marzo de 1850; un año después, es redactada en esta población la primera Constitución Política del Estado Libre y Soberano de Guerrero. En 1871, ante el persistente conflicto entre Francisco O. Arce, gobernador del estado y Vicente Jiménez, opositor al gobierno de Arce y quien había establecido su movimiento en la población de Tixtla, el Congreso Estatal cambia definitivamente la sede de los poderes a la población de Chilpancingo.

### SigloXX
Ya en el desarrollo del movimiento revolucionario, Julián Blanco integra la toma de la población en febrero de 1914 por el movimiento zapatista. Dos meses más tarde, Emiliano Zapata lanza un manifiesto a la nación en contra de la dictadura huertista. En abril de 1920, el Congreso Local desconoció el gobierno de Venustiano Carranza y manifestó su apoyo al general Álvaro Obregón, quien fue recibido en ese mismo mes en esta población.

## Clima
| Parámetros climáticos promedio de Tixtla de Guerrero (Normales Climatológicas 1981-2010) | Parámetros climáticos promedio de Tixtla de Guerrero (Normales Climatológicas 1981-2010) | Parámetros climáticos promedio de Tixtla de Guerrero (Normales Climatológicas 1981-2010) | Parámetros climáticos promedio de Tixtla de Guerrero (Normales Climatológicas 1981-2010) | Parámetros climáticos promedio de Tixtla de Guerrero (Normales Climatológicas 1981-2010) | Parámetros climáticos promedio de Tixtla de Guerrero (Normales Climatológicas 1981-2010) | Parámetros climáticos promedio de Tixtla de Guerrero (Normales Climatológicas 1981-2010) | Parámetros climáticos promedio de Tixtla de Guerrero (Normales Climatológicas 1981-2010) | Parámetros climáticos promedio de Tixtla de Guerrero (Normales Climatológicas 1981-2010) | Parámetros climáticos promedio de Tixtla de Guerrero (Normales Climatológicas 1981-2010) | Parámetros climáticos promedio de Tixtla de Guerrero (Normales Climatológicas 1981-2010) | Parámetros climáticos promedio de Tixtla de Guerrero (Normales Climatológicas 1981-2010) | Parámetros climáticos promedio de Tixtla de Guerrero (Normales Climatológicas 1981-2010) | Parámetros climáticos promedio de Tixtla de Guerrero (Normales Climatológicas 1981-2010) |
| Mes                                                                                      | Ene.                                                                                     | Feb.                                                                                     | Mar.                                                                                     | Abr.                                                                                     | May.                                                                                     | Jun.                                                                                     | Jul.                                                                                     | Ago.                                                                                     | Sep.                                                                                     | Oct.                                                                                     | Nov.                                                                                     | Dic.                                                                                     | Anual                                                                                    |
| ---------------------------------------------------------------------------------------- | ---------------------------------------------------------------------------------------- | ---------------------------------------------------------------------------------------- | ---------------------------------------------------------------------------------------- | ---------------------------------------------------------------------------------------- | ---------------------------------------------------------------------------------------- | ---------------------------------------------------------------------------------------- | ---------------------------------------------------------------------------------------- | ---------------------------------------------------------------------------------------- | ---------------------------------------------------------------------------------------- | ---------------------------------------------------------------------------------------- | ---------------------------------------------------------------------------------------- | ---------------------------------------------------------------------------------------- | ---------------------------------------------------------------------------------------- |
| Temp. máx. abs. (°C)                                                                     | 32.0                                                                                     | 33.5                                                                                     | 36.5                                                                                     | 38.0                                                                                     | 37.0                                                                                     | 35.5                                                                                     | 31.0                                                                                     | 32.0                                                                                     | 32.0                                                                                     | 31.0                                                                                     | 33.0                                                                                     | 33.5                                                                                     | 38.0                                                                                     |
| Temp. máx. media (°C)                                                                    | 26.2                                                                                     | 28.1                                                                                     | 30.5                                                                                     | 32.4                                                                                     | 31.5                                                                                     | 27.9                                                                                     | 26.0                                                                                     | 26.1                                                                                     | 25.7                                                                                     | 26.3                                                                                     | 26.3                                                                                     | 26.1                                                                                     | 27.8                                                                                     |
| Temp. media (°C)                                                                         | 18.5                                                                                     | 19.8                                                                                     | 21.8                                                                                     | 23.6                                                                                     | 23.7                                                                                     | 22.2                                                                                     | 20.8                                                                                     | 20.8                                                                                     | 20.6                                                                                     | 20.6                                                                                     | 19.7                                                                                     | 18.9                                                                                     | 20.9                                                                                     |
| Temp. mín. media (°C)                                                                    | 10.8                                                                                     | 11.5                                                                                     | 13.1                                                                                     | 14.8                                                                                     | 16.0                                                                                     | 16.5                                                                                     | 15.5                                                                                     | 15.5                                                                                     | 15.5                                                                                     | 14.9                                                                                     | 13.1                                                                                     | 11.6                                                                                     | 14.1                                                                                     |
| Temp. mín. abs. (°C)                                                                     | 2.5                                                                                      | 6.5                                                                                      | 8.0                                                                                      | 10.5                                                                                     | 11.5                                                                                     | 13.0                                                                                     | 11.5                                                                                     | 13.0                                                                                     | 10.5                                                                                     | 11.5                                                                                     | 6.5                                                                                      | 7.0                                                                                      | 2.5                                                                                      |
| Precipitación total (mm)                                                                 | 14.1                                                                                     | 7.2                                                                                      | 3.4                                                                                      | 9.2                                                                                      | 49.6                                                                                     | 220.4                                                                                    | 261.6                                                                                    | 225.9                                                                                    | 201.2                                                                                    | 93.1                                                                                     | 7.0                                                                                      | 5.5                                                                                      | 1098.2                                                                                   |
| Días de precipitaciones (≥ 1 mm)                                                         | 1.6                                                                                      | 1.2                                                                                      | 0.6                                                                                      | 1.3                                                                                      | 5.9                                                                                      | 16.2                                                                                     | 22.5                                                                                     | 20.6                                                                                     | 18.9                                                                                     | 10.0                                                                                     | 1.9                                                                                      | 1.7                                                                                      | 102.4                                                                                    |
| Fuente: SMN Conagua Actualizado el 21 de enero del 2021.                                 |                                                                                          |                                                                                          |                                                                                          |                                                                                          |                                                                                          |                                                                                          |                                                                                          |                                                                                          |                                                                                          |                                                                                          |                                                                                          |                                                                                          |                                                                                          |

## Demografía

### Población
Es la duodécima ciudad más poblada del estado, contando con una población de 24 920 habitantes, de los cuales, 11 690 eran hombres y 13 230 eran mujeres, de acuerdo con el último conteo y delimitación oficial realizada en 2010 en conjunto por el Instituto Nacional de Estadística y Geografía, el Consejo Nacional de Población y la Secretaría de Desarrollo Social.
Notas
      Fuente:Instituto Nacional de Estadística y Geografía 
- Censos de población (1900 - 1990, 2000, 2010 y 2020)[12]
- Conteos de Población (1995 y 2005)[12]

## Economía

### Principales sectores y servicios

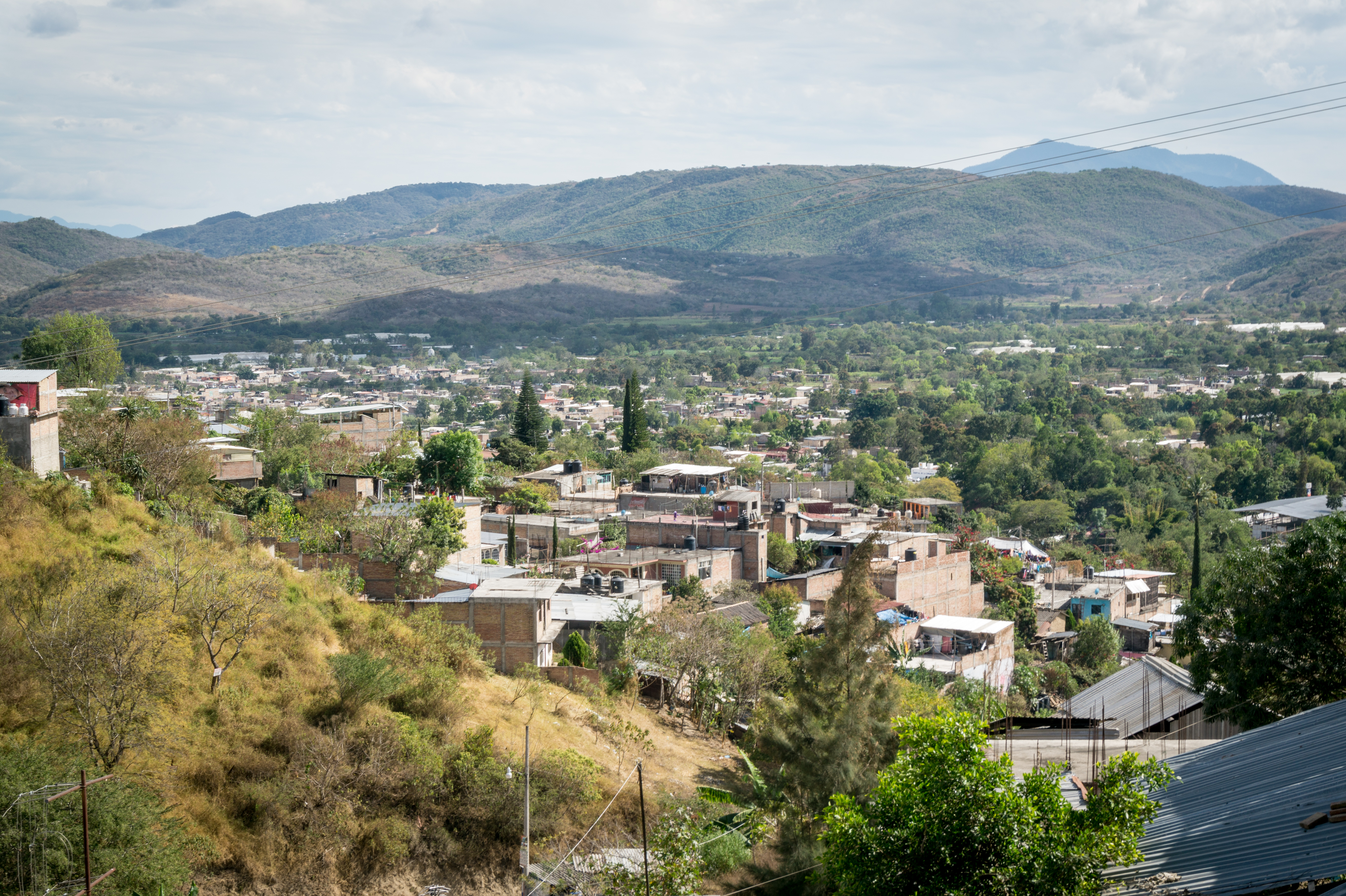
Vista de Tixtla.

#### Agricultura
Destaca la producción de maíz, jitomate, rábano col, lechuga, calabacita, cebolla, fríjol y sorgo.

#### Ganadería
Existen especies pecuarias tanto de ganado mayor como de ganado menor, de los primeros destaca el ganado vacuno, porcino, caprino, ovino y equino; mientras que en el ganado menor se encuentran las aves de engorda y las colmenas.

#### Industria
La actividad industrial está representada por molinos de nixtamal, tortillerías, panaderías, fábricas, de productos metálicos (herrería), establecimientos dedicados a la transformación de cuero.

#### Población económicamente activa
De acuerdo con cifras al año 2000 presentadas por el INEGI, la población económicamente activa del municipio se presenta de la siguiente manera:
- Primario (agricultura, ganadería, caza y pesca): 27.19
- Secundario (minería, petróleo, industria manufacturera, construcción y electricidad): 24.37
- Terciario (comercio, turismo y servicios): 46.61
- Otros: 01.83

## Cultura

### Festividades

#### Día de Muertos
Tixtla es una ciudad pequeña, pero muy rica en tradiciones religiosas que a la vez se han venido convirtiendo en culturales, una de ellas, es la celebración de Día de Muertos que comienza la noche del 31 de octubre, donde todos los barrios colocan, en la calle principal que conduce al panteón, arcos elaborados de manera artesanal con materiales que cultivan en la región del Valle, tales como maíz, frijol, flores como el terciopelo, flor de cempasuchil, además se utilizan figuras, trastos entre otros que elaboran los alfareros de uno de los barrios. En dicha celebración, se acompaña de danzas típicas de la región como Los Tlacololeros, los Moros, Los Chinelos, Los Diablos, Los Manueles, que hacen un recorrido desde el barrio hasta el panteón. En donde bailan sones de tarima como: el zopilote, la iguana, la petenera, el pato y brinda con mezcal, bebida típica de la región.

#### Virgen de la Natividad
Otras de las grandes fiestas y de las más importantes de Tixtla se llevan a cabo los días 31 de mayo y 8 de septiembre, día de la Virgen de la Natividad, donde el festejo inicia 9 días antes, con encuentros, como lo llaman, que consisten en desfiles de danzas. Los mayordomos encabezan dicho desfile, portando un bastón que se sujeta de forma horizontal por dos miembros de la mayordomía, donde llevan colgando las velas que han de utilizarse en la iglesia. Desfilan, también, una serie de carros alegóricos alusivos a la festividad, al final del encuentro.

### Zonas arqueológicas

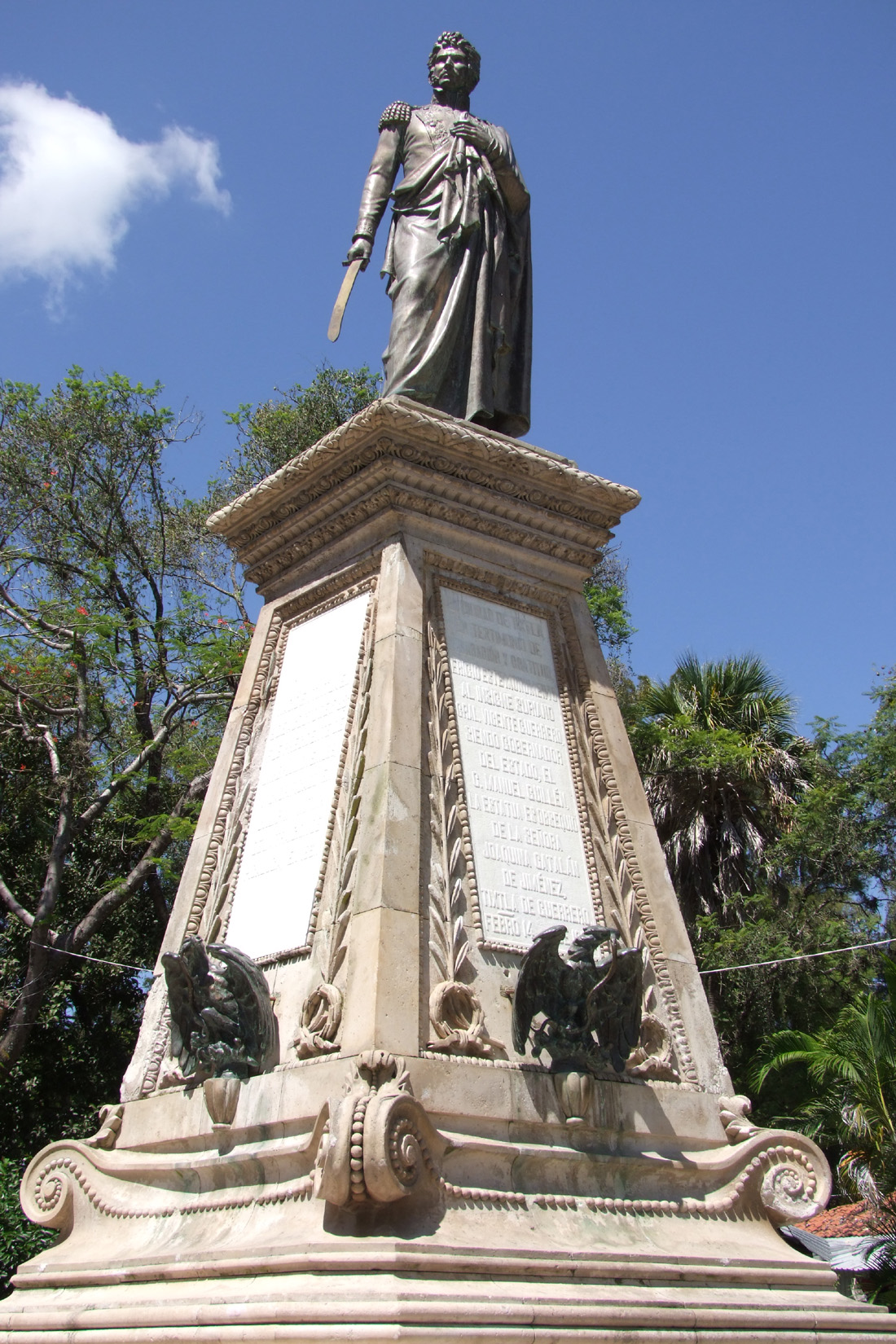
Estatua de Vicente Guerrero en Tixtla.

- Los Tepoltzis, el sitio arqueológico fue bautizado con el nombre del cerro en el que se encuentra. Uno de sus posibles significados sería el pequeño conquistador, del náhuatl tepoloani, conquistador, vencedor y tzin, pequeño. Se desconoce a que cultura perteneció.

## Relaciones internacionales

### Hermanamientos
La ciudad de Tixtla tiene Hermanamientos con las siguientes ciudades alrededor del mundo:
- Huajuapan, México (1996)[13][14][15]
- Chilpancingo, México (2010)
- Yautepec, México (2016)[16]
- Coyuca de Benítez, México (2022)[17]
- San Jeronimo, México (2022)[17]
- Tecpan, México (2023)[18][19][20]
- San Marcos, México (2023)[21][22]
- Atoyac, México (2023)[21][22]
- Cuautla, México (2023)[18][20][23]
- Ometepec, México (2023)[18][20]
- Jantetelco, México (2023)[18][24]
- Atlatlahucan, México (2023)[18][24]
- Tepalcingo, México (2023)[18][24]
- Huatulco

### Convenios
- Zitacuaro, México (2022)[25]
- Chilpancingo, México (2022)[25]